# Sara Ishaq
Sara Ishaq (Edimburgo, 29 de maio de 1984) é uma cineasta nascida no Reino Unido e nacionalizada iemenita. Nasceu na cidade de Edimburgo e mudou-se com a sua família para o Iémen quando mal tinha dois anos. Cresceu em Saná, capital desse país, até à idade de 17 anos. Retornou a Edimburgo para completar a sua educação, só para regressar uma década mais tarde e produzir o aclamado filme Karama Has No Walls (2012). O filme foi nomeado para os prémios BAFTA Scotland New Talents, One World Média e para um Prémio da Academia na categoria de melhor documentário. Em 2013 completou a sua primeira longa-metragem, The Mulberry House, que é sobre a sua relação com a sua família iemenita no contexto da revolução de 2011 nesse país.
Sara Ishaq frequentou a Escola Moderna do Iémen (YMS) até ao verão de 2001. À idade de 17 anos continuou a sua educação na Academia Linlithgow durante um ano de escola secundária (2001-2002) antes de iniciar a sua educação superior. Ishaq ingressou à Universidade de Edimburgo em 2003, onde obteve o seu mestrado (com honras) em Humanidades e Ciências Sociais, com especialização em estudos religiosos, teoria social e política, direito internacional e estudos modernos do Médio Oriente em 2007. Regressou à academia em 2010 para obter um mestrado de Belas Artes em Direcção de Cinema no Colégio de Arte de Edimburgo, o qual finalizou em 2012.
Em 2011, Ishaq co-fundou a SupportYemen Média Collective. A fundação encarrega-se de promover a justiça social, construir um estado cívico democrático, promover a não violência e romper o silêncio sobre as violações dos direitos humanos no Iémen. Na sede de 2015, Ishaq conseguiu criar um curso de cinema documentário de duas semanas chamado "Comra", dirigido a jovens cineastas iemenitas.

## Prémios e reconhecimentos

### The Mulberry House (2013)
- Financiamento IDFA BERTHA
- Financiamento AFAC Crossroads
- Prémio do júri no festival This Human World em Viena
- Prémio da audiência no Festival de Cinema de Berwick, Reino Unido

### Karama Has No Walls (2012)
- Nomeação ao Prémio da Academia por melhor curta-metragem em 2014[3]
- Prémio One World Média 2013
- Prémio BAFTA Scotland New Talents 2012

## Filmografia

### Cinema
- 2013 - The Mulberry House (documentário). Papel: Directora/co-produtora
- 2012 - Karama Has No Walls (documentário curto). Papel: Directora/Produtora
- 2012 - Marie My Girl (curta-metragem). Papel: Directora

### Televisão
- 2007 - Women in Black - BBC 2. Papel: Coordenadora/investigadora/tradutora
- 2011 - Yemen Uprising - BBC. Papel: Assistente de direcção
- 2012 - Entrepreneurial Tribal Women – Media Trust. Papel: Assistente de direcção/coordenadora/Tradutora
- 2013 - Yemeni Child Prisoners On Death Row - Channel Four. Papel: Produtora local/Tradutora
- 2016-2017 - BBC Our World. Papel: Investigação e desenvolvimento do documentário